# Mayersche Buchhandlung

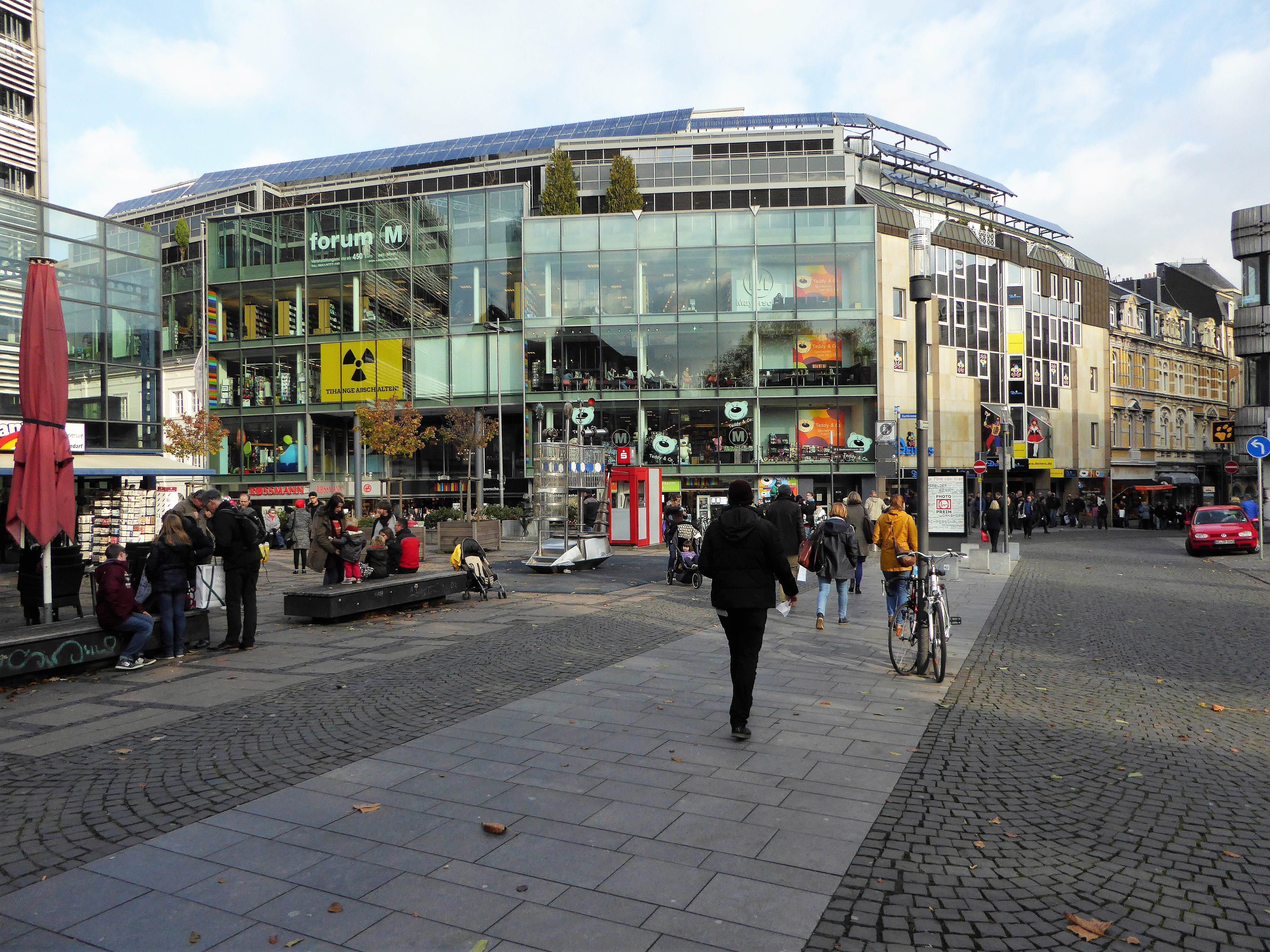
Mayersche Buchhandlung in Aachen

Die Mayersche Buchhandlung war ein von Jacob Anton Mayer im Jahr 1817 in Aachen gegründetes Buchhandelsunternehmen und bis zu seinem Zusammenschluss mit dem Thalia-Bücher-Konzern im September 2019 das viertgrößte Buchhandelsunternehmen in Deutschland.

## Geschichte
1838 verlegte die Mayersche Buchhandlung sämtliche Werke von Molière als deutsche Erstausgabe. Im Jahre 1889 wurde das Unternehmen in die Bereiche Verlag und Buchhandel aufgespalten. Der Verlag blieb im Besitz der Familie Mayer, der Buchhandel wurde an den Mitarbeiter Gustav Schwiening verkauft.
Nach mehreren Eigentümerwechseln war die Buchhandlung seit 1950 im Besitz der Familie Falter. Michael Falter wurde Eigentümer, nachdem er seit 1921 für das Unternehmen als Buchhändler tätig war. 
Am 10. Januar 2019 wurde bekannt, dass sich die Mayersche Buchhandlung mit der Buchhandelskette Thalia Bücher zusammenschließt, was im Mai durch das Bundeskartellamt bestätigt wurde. Hartmut Falter, der bisher leitende Geschäftsführer, war bis 2021 einer der Geschäftsführer der Thalia Bücher.

## Marktposition

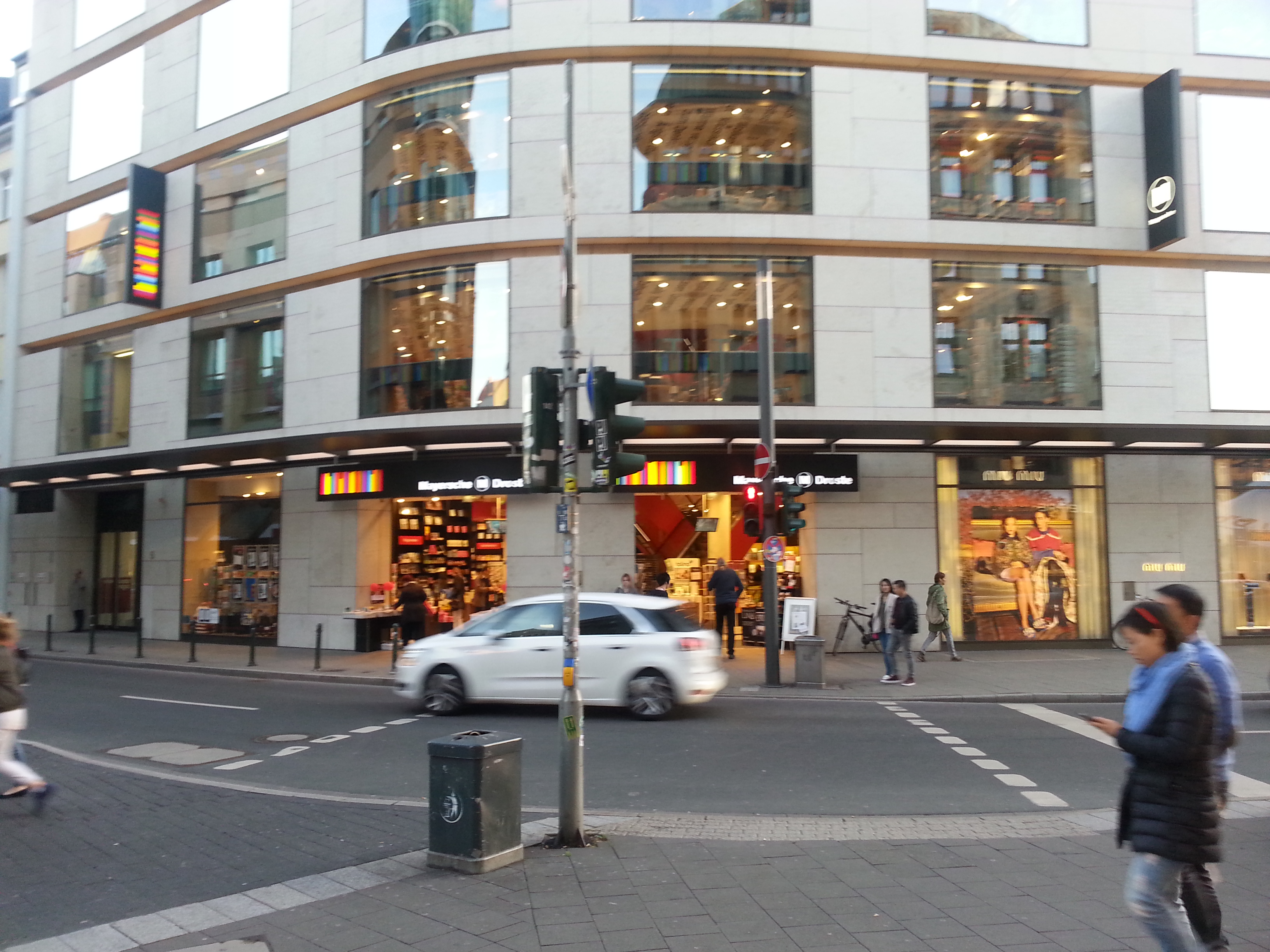
Filiale Düsseldorf, Königsallee

Das inhabergeführte Unternehmen war eine der größten Buchhandlungen Deutschlands. Der Jahresumsatz betrug 165 Millionen Euro im Jahr 2013.
Anfang 2018 gab es 55 Filialen der Mayerschen in Nordrhein-Westfalen und Rheinland-Pfalz. Neben kleineren Filialen in Stadtteil- und Kleinstadt-Lagen befinden sich bspw. in folgenden Großstädten Niederlassungen in 1A-Lage: Aachen, Bochum, Herne, Köln, Mönchengladbach, Düsseldorf, Duisburg, Essen und Dortmund.
Im Zuge der Marktbereinigung und Filialisierung im Buchhandel fiel neben der Thalia-Gruppe und der Verlagsgruppe Weltbild auch die Mayersche Buchhandlungskette durch eine starke Expansion mit Übernahmen von inhabergeführten Buchhandlungen und Neugründungen von Buchhäusern und Stadtteilbuchhandlungen auf. Mit der Fusion mit Thalia und der Kooperation mit der Osianderschen Buchhandlung ist die Marktbereinigung abgeschlossen.
2018 gehörten die Mayersche 027 Beteiligungsgesellschaft mbH, Mayer’sche Verlagsbuchhandlung GmbH, Mayersche Buchhandel Beteiligungs GmbH, und die B. O. B Best Of Books GmbH, die 120 SB-Kaufhäuser mit Büchern beliefert, zu Mayerschen Gruppe. 

## Standorte

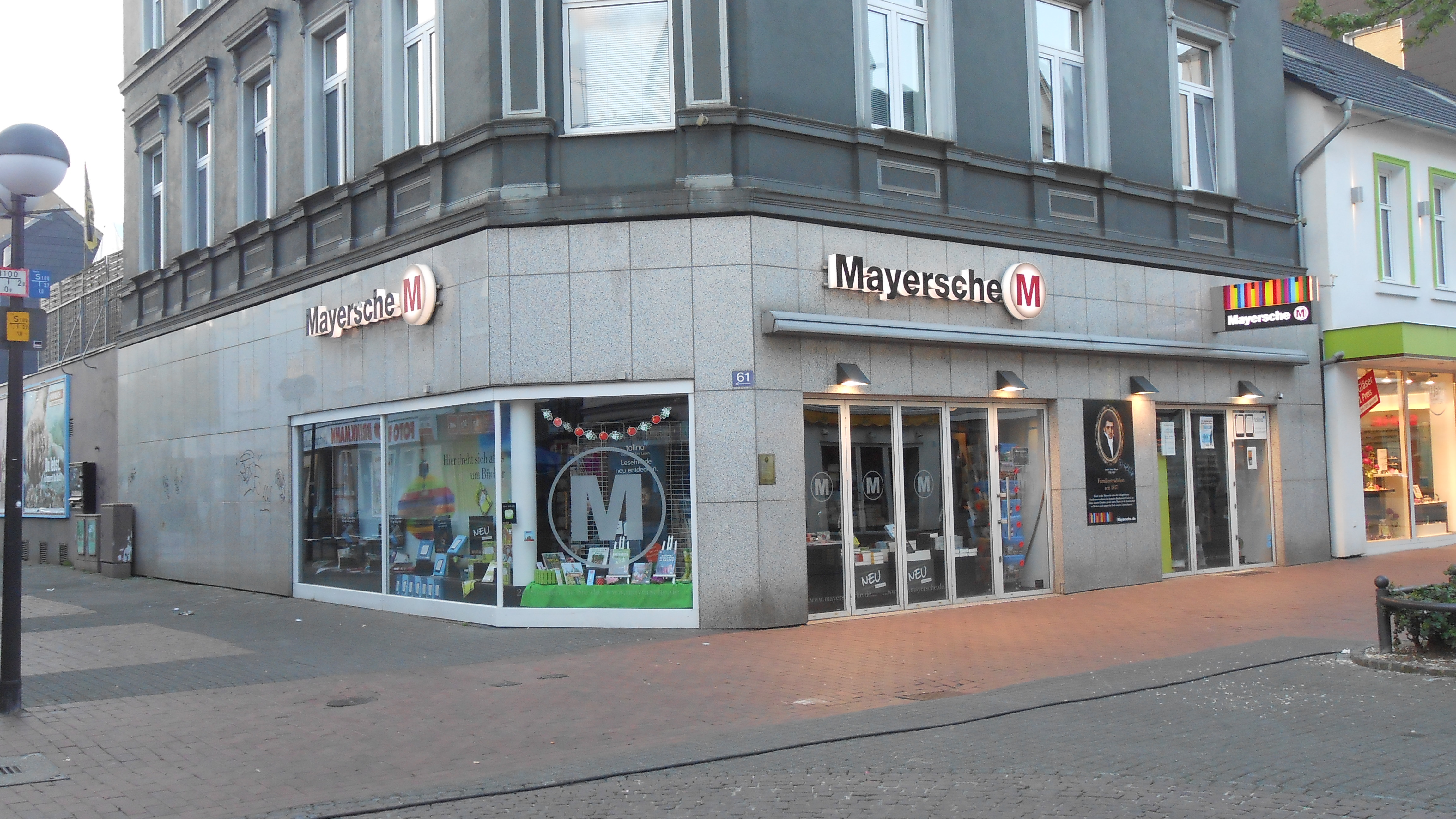
Das kleinere der zwei Dortmunder Häuser: Filiale in der Harkortstraße, der Fußgängerzone in Dortmund-Hombruch

Aachen, Bocholt, Bochum (2), Borken, Bottrop, Bünde, Castrop-Rauxel, Dormagen, Dortmund (2), Duisburg, Düsseldorf (4), Eschweiler, Essen (2), Frechen, Gelsenkirchen (2), Gladbeck, Grevenbroich, Gummersbach, Gütersloh, Goch, Hattingen, Herford, Herne, Kamen, Köln (7), Mönchengladbach (2), Neheim, Neuss, Sankt Augustin, Trier, Troisdorf, Viersen, Wesel, Witten, Wuppertal

## Standortveränderungen
Die Krise des stationären Buchhandels machte auch der Mayerschen Buchhandlung zu schaffen. Nach der schnellen Expansion schrumpfte das Filialnetz wieder. Im Januar 2013 erschien ein Bericht in den Lüdenscheider Nachrichten, aus dem hervorging, dass die Mayersche Buchhandlung nach 4 Jahren Lüdenscheid wieder verlässt. Der Standort am Sternplatz bzw. an der Altenaer Straße wurde im April 2013 geschlossen. Der Standort habe die Erwartungen, mit denen man 2009 die neue Filiale eröffnet hatte, nur teilweise erfüllt. Die Konkurrenz in Lüdenscheid sei zu groß. Weitere Argumente für die Schließung seien die schwierige Flächenaufteilung über zwei Etagen und die prognostizierte Entwicklung gewesen. Alle Mitarbeiter hätten eine Zusage für ihre Weiterbeschäftigung an anderen Standorten bekommen.
Ende September 2012 wurde von der Mayerschen Buchhandlung bereits der Standort in der Iserlohner Innenstadt geschlossen. Neben der Filiale in Lüdenscheid wurden auch zwei weitere Filialen in Hamm und im Bochumer Ruhrpark im Jahr 2013 geschlossen. Auch in Leverkusen und Köln gab es 2012 bereits Filialschließungen. Ende Juni 2014 schloss die Mayersche Buchhandlung in Koblenz; es folgten die in Düren und Remscheid.
Im September / Oktober 2015 wurden nach dem Ende der Modernisierung der Einkaufszentren je eine Filiale im Ruhrpark Bochum und im HUMA Einkaufspark Sankt Augustin eröffnet. Nach der Schließung des Düsseldorfer Buchhauses Stern-Verlag Ende März 2016 schuf die Mayersche auf der anderen Straßenseite einen dritten Standort in Düsseldorf.
Weiterhin wurden Filialen in Köln, Ahlen, Bergheim, Kerpen, Pulheim und Ratingen eröffnet. Der Standort mit den meisten Filialen ist Köln (sieben).